# Caratê nos Jogos Pan-Americanos de 2019 - Até 67 kg masculino
A categoria até 67 kg masculino foi disputada nas competições do caratê nos Jogos Pan-Americanos de 2019, em Lima. Foi realizada no Polideportivo de Villa El Salvador no dia 11 de agosto.

## Calendário
Horário local (UTC-5).
| Data         | Horário | Fase          |
| ------------ | ------- | ------------- |
| 11 de agosto | 11:06   | Primeira fase |
| 11 de agosto | 14:20   | Semifinal     |
| 11 de agosto | 15:20   | Final         |

## Medalhistas
| Ouro   | VEN Andrés Delgado                        |
| Prata  | CHI Camilo Velozo                         |
| Bronze | DOM Deivis Ferreras BRA Vinicius Figueira |

## Resultados

### Grupo 1
| Atleta         | Nação         | J | V | E | D | Pontos | Pontos | Pontos |
| Atleta         | Nação         | J | V | E | D | PF     | PC     | Dif    |
| -------------- | ------------- | - | - | - | - | ------ | ------ | ------ |
| Andrés Delgado | VEN Venezuela | 3 | 3 | 0 | 0 | 10     | 5      | +5     |
| Camilo Velozo  | CHI Chile     | 3 | 2 | 0 | 1 | 8      | 5      | +3     |
| Maikel Noriega | CUB Cuba      | 3 | 1 | 0 | 2 | 1      | 9      | -8     |
| Andhi Ávila    | PER Peru      | 3 | 0 | 0 | 3 | 0      | 0      | 0      |

|                      | Score |                      |
| -------------------- | ----- | -------------------- |
| Andhi Ávila (PER)    | 0-0   | Maikel Noriega (CUB) |
| Andrés Delgado (VEN) | 5-4   | Camilo Velozo (CHI)  |
| Andhi Ávila (PER)    | 0-0   | Andrés Delgado (VEN) |
| Camilo Velozo (CHI)  | 4-0   | Maikel Noriega (CUB) |
| Andhi Ávila (PER)    | 0-0   | Camilo Velozo (CHI)  |
| Maikel Noriega (CUB) | 1-5   | Andrés Delgado (VEN) |

### Grupo 2
| Atleta                   | Nação                    | J | V | E | D | Pontos | Pontos | Pontos |
| Atleta                   | Nação                    | J | V | E | D | PF     | PC     | Dif    |
| ------------------------ | ------------------------ | - | - | - | - | ------ | ------ | ------ |
| Vinicius Figueira        | BRA Brasil               | 3 | 3 | 0 | 0 | 15     | 0      | +15    |
| Deivis Ferreras          | DOM República Dominicana | 3 | 2 | 0 | 1 | 8      | 7      | +1     |
| Jesús Leonardo Rodríguez | MEX México               | 3 | 1 | 0 | 2 | 7      | 2      | +5     |
| Jolano Lindelauf         | ARU Aruba                | 3 | 0 | 0 | 3 | 1      | 22     | -21    |

|                                | Score |                         |
| ------------------------------ | ----- | ----------------------- |
| Jesús Leonardo Rodríguez (MEX) | 7-0   | Jolano Lindelauf (ARU)  |
| Deivis Ferreras (DOM)          | 0-6   | Vinicius Figueira (BRA) |
| Jesús Leonardo Rodríguez (MEX) | 0-1   | Deivis Ferreras (DOM)   |
| Vinicius Figueira (BRA)        | 8-0   | Jolano Lindelauf (ARU)  |
| Jesús Leonardo Rodríguez (MEX) | 0-1   | Vinicius Figueira (BRA) |
| Jolano Lindelauf (ARU)         | 1-7   | Deivis Ferreras (DOM)   |

### Finais
|  | Semifinais              | Semifinais          |   |  | Disputa do ouro      | Disputa do ouro |  |
|  |                         |                     |   |  |                      |                 |  |
|  |                         |                     |   |  |                      |                 |  |
|  | Andrés Delgado (VEN)    | 1                   |   |  |                      |                 |  |
|  | Deivis Ferreras (DOM)   | 1                   |   |  |                      |                 |  |
|  |                         |                     |   |  |                      |                 |  |
|  |                         |                     |   |  |                      |                 |  |
|  |                         |                     |   |  | Andrés Delgado (VEN) | 0               |  |
|  |                         | Camilo Velozo (CHI) | 0 |  |                      |                 |  |
|  |                         |                     |   |  |                      |                 |  |
|  |                         |                     |   |  |                      |                 |  |
|  |                         |                     |   |  |                      |                 |  |
|  |                         |                     |   |  |                      |                 |  |
|  | Camilo Velozo (CHI)     | 7                   |   |  |                      |                 |  |
|  | Vinicius Figueira (BRA) | 4                   |   |  |                      |                 |  |